# Japonia na Letnich Igrzyskach Olimpijskich 1996
Na Letnich Igrzyskach Olimpijskich 1996 reprezentowało Japonię 306 sportowców (157 mężczyzn i 149 kobiet) w 168 dyscyplinach.